# コンコード (ブドウ)

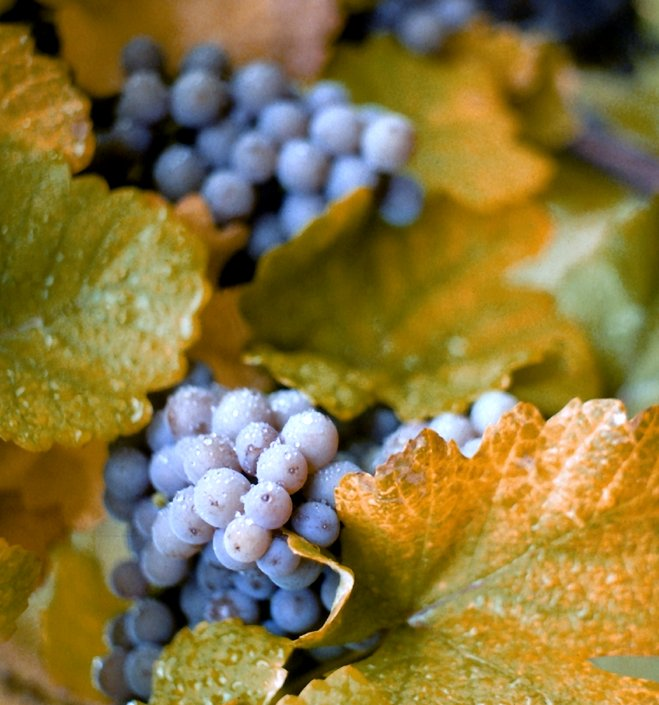
コンコード

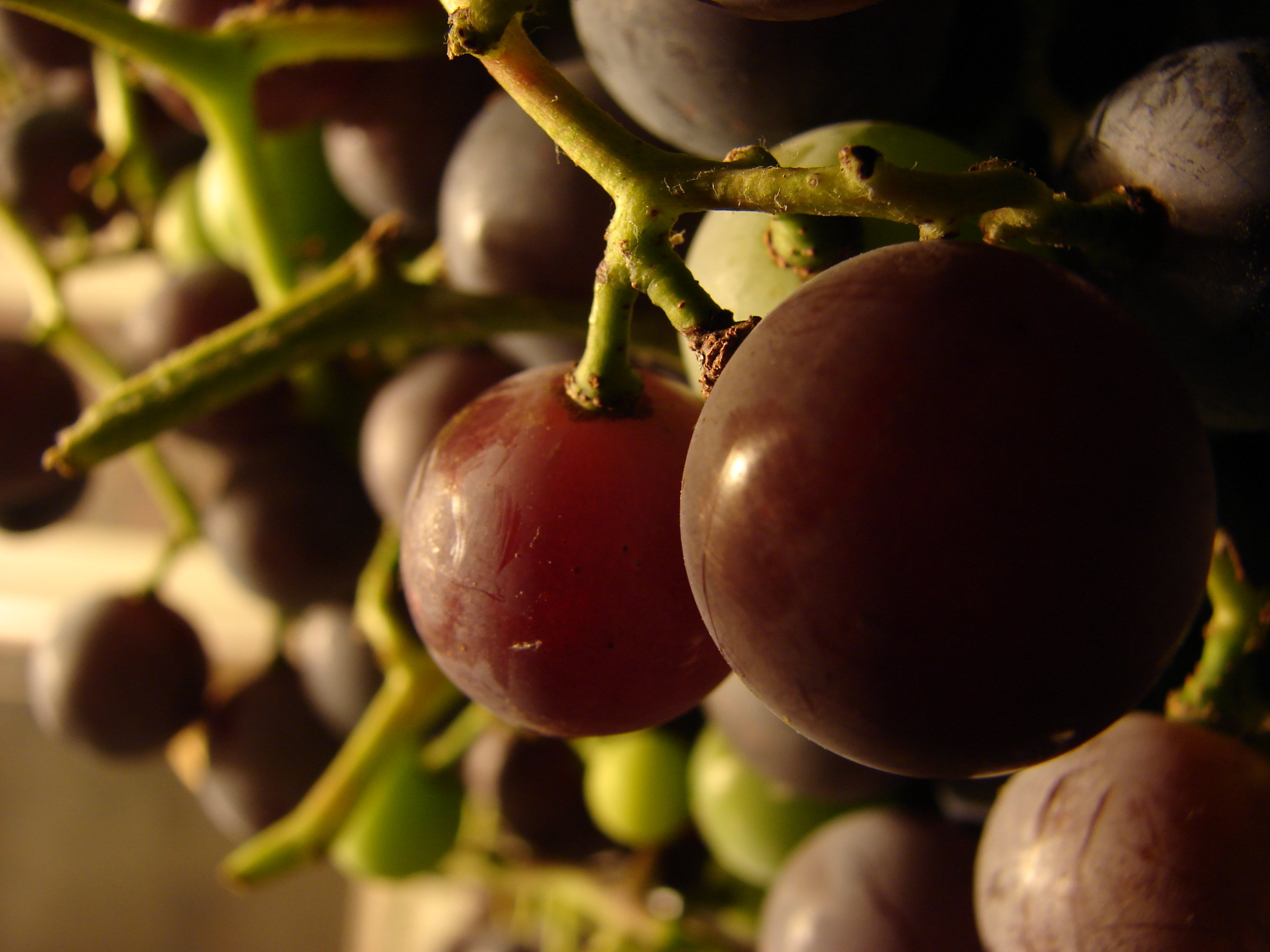
拡大

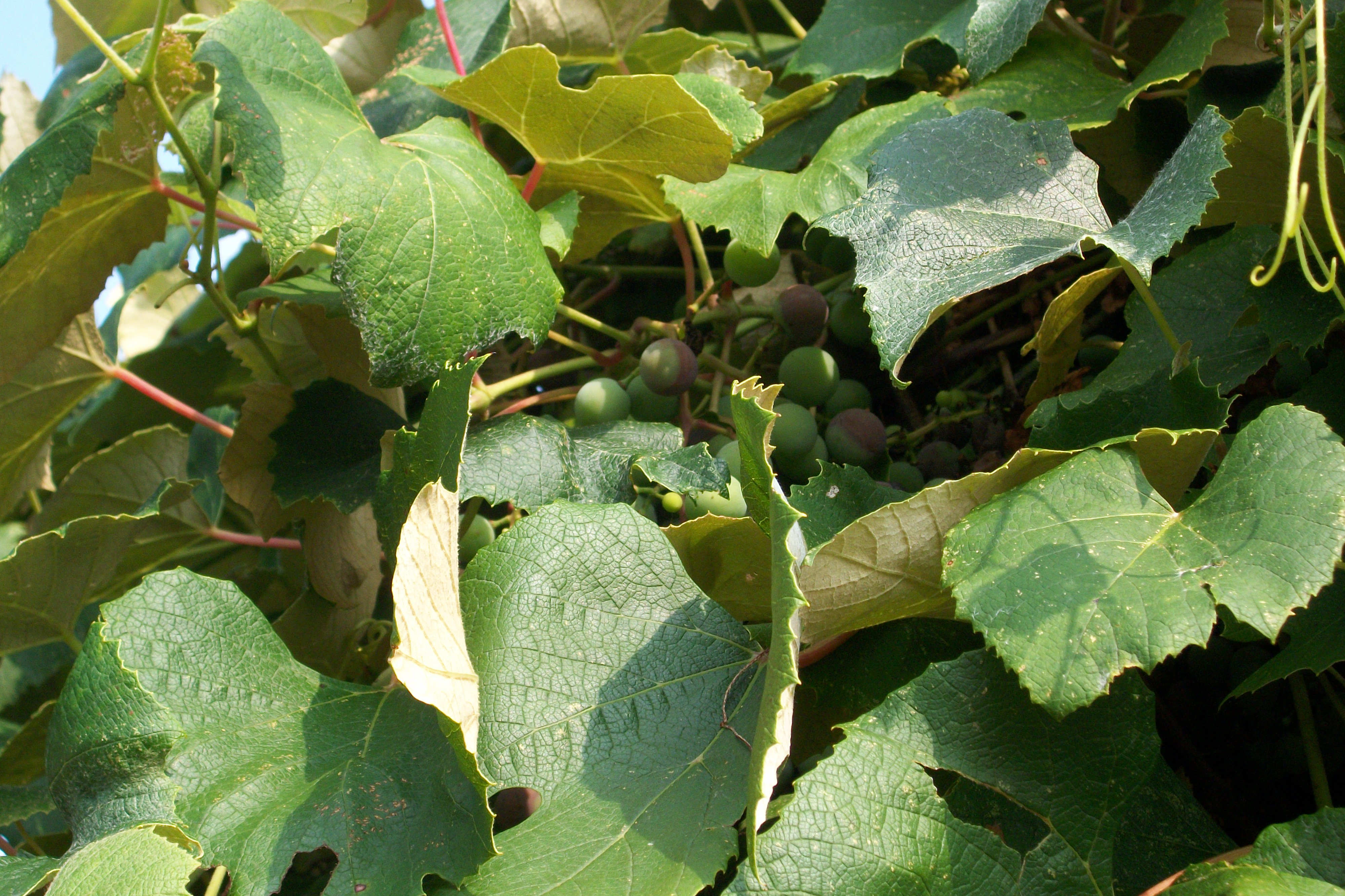
マサチューセッツ州のコンコード

コンコードは、アメリカ合衆国原産のブドウの一種であるラブルスカ種（別名：fox grape）の栽培品種のひとつである。生食のほか、果汁飲料、醸造用として加工される。  一般的に狐臭いと形容される強い香りのためにワイン用品種としては好まれないが、カシェルワインとして醸造される時もある。伝統的に、ほとんどのコンコードのワインは甘口であるが、果実の成熟に達成するのが適切な場合、辛口のワインを醸造することも可能である。
コンコードの果皮は通常濃い青や紫色で、多くの場合、白っぽい蝋で覆われている。果皮が簡単に果実から剥けることから、スリップスキン（slip-skin）品種に分類される。 コンコードの種子は大きく、果実は濃厚な香りを持つ。コンコードは、カリウムの欠乏から黒葉症という生理障害を起こす傾向がある。
2011年の米国における生産量は、417,800トン。 主な生産地は、ニューヨーク州フィンガーレイクス、 エリー湖岸 、 オンタリオ湖岸、ミシガン州南西部、ワシントン州ヤキマ渓谷（英語）である。
日本では、2010年の収穫量は2,347トンであり、ほぼすべてが長野県産である。生食用に２トン、醸造用に1,985トン、果汁飲料に27トン消費された。

## 利用
コンコードは、アメリカ合衆国、特にニューイングランドにおいて、ジャムの原料のほか、生食用として消費されている。コンコードのジャムは、伝統的なピーナッツバターとジェリーのサンドイッチとして消費され、米国のスーパーマーケットの主要な商品である。コンコードはブドウ果汁としても消費される。また、独特の紫色から、ブドウ味のソフトドリンクとキャンディーはコンコード果汁を模して紫色の人工着色料で着色され、コンコード果実に含まれるアントラニル酸メチルが着香料として使用される。

## 歴史
コンコードはマサチューセッツ州コンコードで1849年にエフライム・ウェールズ・ブルによって作出された 。ブルは、ラブルスカ種の野生種から採種して、22000本の実生の苗木を評価し選抜した。その原木は今でもブルが住んでいた家に現存している。
1853年、ブルは新品種コンコードをボストン園芸協会の品評会に出品して優勝し、コンコードは翌年の1854年に市場に導入された。1869年に、ニュージャージー州ヴァインランドのトーマス・ブラムウェル・ウェルチ博士は、低温殺菌して発酵を防止したコンコードの果汁飲料を初めて開発した 。ウェルチは、初めそれを非アルコール性ワインとして教会の聖餐式に利用するために開発した。1893年に、ウェルチの息子チャールズ・E・ウェルチがウェルチズ・ブドウ果汁会社を創業した。

## 引用文献
1. ↑  R. Irvine & W. Clore The Wine Project pg 31 Sketch Publications 1997 ISBN 0-9650834-9-7
2. ↑  “Noncitrus Fruits and Nuts 2011 Summary”.   United States Department of Agriculture. 2012年10月8日閲覧。
3. ↑  “Concord grape”.   National Grape Assocation. 2012年10月8日閲覧。
4. ↑  平成22年産特産果樹生産動態等調査（農林水産省）
5. ↑  “Why can't I find Concord grapes in the grocery store?”.   Concord Grape Association. 2012年10月8日閲覧。
6. 1 2 3  “The History of the Concord Grape”. Concord Grape Association.   Concord Grape Association. 2012年12月30日閲覧。